# Mount Blowaway
Mount Blowaway ist ein größtenteils eisfreier und 1320 m hoher Berg aus Gneisgestein im Norden des ostantarktischen Viktorialands. In den Wilson Hills ragt er 20 km westnordwestlich des Governor Mountain auf.
Teilnehmer der von 1963 bis 1964 dauernden Kampagne im Rahmen der New Zealand Geological Survey Antarctic Expedition benannten den Berg so, da drei Mitglieder einer Mannschaft infolge eines Blizzard ihre dort errichtete Vermessungsstation aufgeben mussten.